# パリ警視J
『パリ警視J』（Le marginal）は、1983年のフランスのアクション映画。ジャン＝ポール・ベルモンド、ヘンリー・シルヴァ、カルロス・ソット・マヨール、ピエール・ヴェルニエ出演。音楽はエンニオ・モリコーネが担当している。
スティーブ・マックイーンの遺作「ハンター」へのオマージュと見られる。

## ストーリー
パリ警視庁麻薬課に籍を置くジョルダン警視は、その容赦ない捜査手法により警察内部から「ならず物（marginal）」と呼ばれ敬遠されており、賄賂が一切通用しないため犯罪者からは恐れられている。その彼がマルセイユに派遣されることを知ったフランス最大の犯罪組織のボス ソーブール・メカチは、ジョルダンに組織を潰されると危惧し、手下のドミニクとキャパ弁護士をマルセイユに送り、彼の行動を監視させる。
捜査の際は暗号名「J」で活動しているジョルダンは、到着したマルセイユで早速メカチの店に押し入り手下を捕らえる。その内のトニオから麻薬を積んでいる船を聞き出し、ヘリで船を追い詰めて乗り込んだ上で男を逮捕し麻薬を海に投げ捨てる。そのことをデュマ警視長に咎められるも意に介さず、ジョルダンは街で自分を呼び出したキャパと会い、彼から遠まわしにメカチから手を引くよう脅される。だが逆に受けて立つと伝えるよう言うと、ジョルダンはメカチの犯罪を立証するため捜査を進める。
しかしあらゆる手段を用いて罪を逃れるメカチに対し、ジョルダンも裁判にかけずに直接断罪することを決意し、メカチの元に乗り込もうとする。

## キャスト
※括弧内は日本テレビ版日本語吹替（初回放送1989年1月17日 『特選シネマ』）
- フィリップ・ジョルダン - ジャン＝ポール・ベルモンド（千田光男）
- ソーブール・メカチ - ヘンリー・シルヴァ（若本規夫）
- リヴィア・マリア・ドロレス - カルロス・ソット・マヨール（土井美加）
- ロジャンスキー警部 - ピエール・ヴェルニエ（フランス語版）（円谷文彦）
- トントン - モーリス・バリエール（フランス語版）（江原正士）
- アントニオ・バルディ - クロード・ブロッセ（フランス語版）（小島敏彦）
- フランシス・ピエロン - チェッキー・カリョ（土師孝也）
- キャパ弁護士 - ジャック・モーリー（小島敏彦）
- シモン警部 - ロジェ・デュマ（フランス語版）（秋元羊介）
- デュマ警視長 - ガブリエル・カタン（フランス語版）（江原正士）
- アルフレッド・ゴネット - ミシェル・ロバン（フランス語版）（宮沢元）
- アントワーヌ - ジャン＝ルイ・リシャール（小島敏彦）
- ガルニエ署長 - ジャック・デヴィッド（フランス語版）（伊井篤史）
- アルフレッドの殺し屋 - ディディエ・ソーヴグラン（フランス語版）
- トニオ - ステファーヌ・フェラーラ（江原正士）
- アンジェロ - ダニエル・ブレトン（小室正幸）
- ジョルジュ - アンリ・アタル（フランス語版）（宮沢元）
- オカマ - ジャン＝クロード・ドレフュス（フランス語版）（江原正士）
- ローザンベール警部 - モリス・オゼル（フランス語版）（伊井篤史）
- ドミニク - ピエール・ベロー（円谷文彦）
- トリアン兄弟の兄 - イヴ・ガブリエリ（フランス語版）（伊井篤史）
- トリアン兄弟の弟 - ミシェル・ブルール（フランス語版）（江原正士）
- スピード - ジャン＝ユーグ・ライム（フランス語版）（小室正幸）

## スタッフ
- 監督 - ジャック・ドレー（フランス語版）
- 脚本 - ジャック・ドレー、ジャン・ヴォートラン
- 製作 - ジャン＝ポール・ベルモンド、アラン・ベルモンド（フランス語版）
- 撮影監督 - ザヴィエ・ショワルツェンベルガー（ドイツ語版）
- プロダクションデザイナー - エリック・ムラール
- 編集 - アルベール・ジュルジャンソン（フランス語版）
- 音楽 - エンニオ・モリコーネ
- 衣裳デザイン - フランチェスコ・スマルト（フランス語版）

日本語版スタッフ
- 吹替翻訳 - 柴田香代子
- 吹替演出 - 松川陸
- 吹替選曲・効果 - スリーサウンド
- 吹替調整 - 遠西勝三
- 吹替録音 - ニュージャパンスタジオ
- 吹替担当 - 吉富孝明
- 吹替製作 - 日本テレビ、ニュージャパンフィルム